# Anaktuvuk
L'Anaktuvuk è un fiume di 209 km dell'Alaska settentrionale. Il primo studio cartografico e geologico dell'alveo del fiume è stato effettuato durante l'estate del 1901 dal geologo F.C. Schrader e dal topografo W.J. Peters. I due discesero il fiume Anaktuvuk in canoa fino al congiungimento col fiume Colville.

## Incendio del 2007 e studi sul riscaldamento globale
Nel 2007, lungo il fiume Anaktuvuk si è sviluppato un ampio incendio, studiato per le sue particolari caratteristiche: erano probabilmente secoli che non si verificavano incendi in quella zona. L'incendio in totale ha bruciato 900 chilometri quadrati di uno spesso strato di muschi accumulatosi nei cinquanta anni precedenti. In totale si stima che siano state liberate 7 milioni di tonnellate di CO2. Il riscaldamento globale renderà sempre più numerosi incendi estivi in zone prima meno interessate da questi fenomeni almeno su larga scala (Canada, Siberia, Alaska). Il pericolo maggiore deriva dal fatto che il permafrost è ricco di materia organica, spesso accumulata nei decenni, la combustione della stessa in futuro potrebbe giocare un ruolo significativo nella produzione di anidride carbonica e conseguentemente nel riscaldamento globale.

## Geografia
Il fiume trae la sua origine dalle Endicott Mountains e sfocia nel fiume Colville di cui è tributario.